# John A. Bennett
John A. Bennett (* 10. April 1935; † 13. April 1961 in Fort Leavenworth) war ein Private First Class der US-Armee, der wegen der Vergewaltigung und des versuchten Mordes an einem elfjährigen österreichischen Mädchen zum Tode durch den Strang verurteilt wurde.

## Leben
Bennett war Afroamerikaner und litt seit Geburt an Epilepsie. Er verließ im Januar 1955 volltrunken seinen Salzburger Stützpunkt, um ein Bordell in der Nähe aufzusuchen. Unterwegs traf er auf das Mädchen, vergewaltigte es und versuchte es anschließend in einem nahegelegenen Bach zu ertränken. Einen Monat später wurde er von einem Kriegsgericht nach fünf Tagen Verhandlung und fünfundzwanzigminütiger Beratung verurteilt. Die Präsidenten Eisenhower und Kennedy bestätigten, wie gesetzlich vorgeschrieben, die Urteile. Einer Eingabe des Opfers und seiner Eltern auf Begnadigung wurde nicht entsprochen. Nach der Verurteilung wurde er in das US-Militärgefängnis nach Fort Leavenworth, Kansas, verbracht. Nachdem Präsident Kennedy persönlich das Todesurteil des Kriegsgerichtes geprüft und genehmigt hatte, wurde Bennett als letzte Person, die nach dem Uniform Code of Military Justice zum Tode verurteilt wurde, in den United States Disciplinary Barracks gehängt.